# Языков, Семён Павлович
Семён Павлович Языков (1889—1944) — генерал-лейтенант Рабоче-крестьянской Красной Армии.

## Биография

Могила Языкова на Новодевичьем кладбище Москвы.

Семён Языков родился 20 января 1889 года в Москве (по другим данным, в Вышнем Волочке). В 1910 году был призван на службу в царскую армию. После Октябрьской революции служил в Рабоче-крестьянской Красной Армии.
Перед войной — заместитель начальника Управления снабжения РКВМФ.	
В годы Великой Отечественной войны Языков занимал должность начальника УВШХС Военно-морского флота СССР, в 1944 году ему было присвоено звание генерал-лейтенанта интендантской службы.
13 апреля 1944 года Языков был госпитализирован с грудной жабой, а 27 апреля 1944 года скончался в госпитале от инфаркта миокарда. Похоронен на Новодевичьем кладбище Москвы.

## Воинские звания
- Бригинтендант	(02.12.1935)[2]
- Дивинтендант	(08.07.1939)[2]
- Генерал-майор интендантской службы (04.06.1940)[4]
- Генерал-лейтенант интендантской службы (22.01.1944)[4]